# Australopithecus anamensis

As espécies Australopithecus na África

O Australopithecus anamensis é uma espécie de australopiteco descoberta em 1994 por Meave Leakey no Norte do Quênia. Seu nome deriva de anam que significa "lago" na língua Turkana local.
Os fósseis (21 no total) incluem a mandíbula e maxila, fragmentos cranianos, e as partes superior e inferior do osso da perna (tíbia). Além disso, um fragmento de úmero encontrado há 30 anos no mesmo sítio em Kanapoi agora é atribuído à esta mesma espécie.
Os fósseis têm sido datados de 3,9 a 4,2 milhões de anos(arredondando 4 milhões de anos), sendo do início do Plioceno. A dentição é menos parecida com a dos macacos. O fóssil da tíbia indica que o A. anamensis era maior que o A. afarensis e o Ardipithecus ramidus, com um peso estimado entre 46 e 55 quilogramas, apesar de poder ter sido apenas um indivíduo maior da espécie. A anatomia semelhante a dos humanos indica que o A. anamensis era bípede na postura e na locomoção. A descoberta desta espécie forneceu uma nova data para o aparecimento da locomoção bípede, tendo ocorrido 500 mil anos antes da antiga datação, que foi para o A. afarensis.
A estrutura facial lembra a do A. afarensis em sua aparência de macaco. O Australopithecus anamensis poderia, possivelmente, ter sido ancestral do (A. afarensis).
Em 12 de Abril de 2006 foram descobertos fósseis no deserto de Afar, na Etiópia, do Australopithecus anamensis. Em 2016, Ali Bereino desenterrou o crânio quase completo do membro desse gênero. Após três anos de análise, os pesquisadores dataram o fóssil para 3,8 milhões de anos e o identificaram como Australopithecus anamensis.
O Australopithecus anamensis, tinha uma dieta vegetariana, alimentava-se de frutas, folhas e sementes, vivendo em perfeita harmonia com os animais menores, que poderiam facilmente apanha para se alimentar. Eles eram pacíficos, e não caçavam os animais, e assim continuaram até o aparecimento do Paranthopus Boesi, há cerca de 1 milhão de anos.